# Ermita de San Miguel (Presillas)
El eremitorio de Presillas es una iglesia excavada en la roca, también conocido como la Ermita de San Miguel, está situada en la localidad de Presillas, en la provincia de Burgos, España. 
Situada en el núcleo del Alfoz de Bricia, un bosque de robles conserva esta joya del arte burgalés. Los anacoretas medievales excavaron la piedra arenisca hasta realizar un templo de dos plantas. Los especialistas no se han puesto de acuerdo sobre la datación de la obra, siendo la idea más aceptada que la concepción de este templo hay que emparentarla con el arte asturiano. La fecha de construcción más probable es el siglo X.

## Descripción
La iglesia se encuentra orientada de este a oeste. En la planta inferior hay tres naves, coronadas cada una de ellas con sus ábsides, sus altares de roca y las hornacinas para las reliquias. Dos columnas sostienen dos arcos de medio punto que sirven para separar las tres naves. A la planta superior se accede por una escalera tallada en la piedra.
En una cueva cercana, conocida como cueva de la Vieja hay dos pilas bautismales excavadas así mismo en la roca.